# بنزوناتات
بنزوناتات (بالإنجليزية: Benzonatate)‏ يُباع تحت أسماء تجارية عديدة أشهرها تيسالون، دواء فموي يُستخدم لعلاج أعراض السعال والفواق، ولا يوصى باستخدامه تحت سن العاشرة. تبدأ تأثيراته عمومًا خلال 20 دقيقة ويستمر ثماني ساعات. تشمل آثاره الجانبية النعاس والدوخة والصداع وعسر الهضم والطفح الجلدي والهلوسة والتفاعلات التحسسية. قد تسبب الجرعات المفرطة النوب العصبية واضطراب نبض القلب والوفاة. قد يقود مضغ الكبسولات أو مصها إلى تشنج الحنجرة والقصبات والوهط الدوراني. لم يتضح بعد مدى أمان استخدامه في أثناء الحمل أو الإرضاع. يعمل الدواء على تثبيط مستقبلات التمدد في الرئتين ومنعكس السعال في الدماغ.
نال بنزوناتات موافقة الاستخدام الطبي في الولايات المتحدة عام 1958، وهو متاح ضمن مجموعة الأدوية الجنيسة. لا يتوافر الدواء في العديد من البلدان. أصبح الدواء في عام 2019 من أشيع 105 أدوية موصوفة في الولايات المتحدة بأكثر من 6 ملايين وصفة.

## الاستخدامات الطبية

### السعال
يُعد البنزوناتات دواء جنيسًا غير أفيوني لإزالة أعراض السعال، وأظهر فعاليةً في تخفيف شدة السعال المرافق لحالات تنفسية متنوعة تشمل كلًا من الربو والتهاب القصبات وذات الرئة والسل والريح الصدرية والسعال المعند على الأفيونات في سرطان الرئة والنفاخ الرئوي.
ينقص الدواء أيضًا من لزوجة القشع وكميته المنتجة مع السعال في الداء الرئوي الساد المزمن. أظهر البنزوناتات فعاليةً أكبر من الكودئين في إنقاص معدل السعال في التجارب السريرية، لكنه لا يعالج السبب الكامن وراءه.

### الفواق
ثبتت فعالية بنزوناتات في تثبيط الفواق.

### التنبيب
يملك بنزوناتات تأثيرًا مخدرًا موضعيًا على النسج، ويمكن استخدام السائل ضمن الكبسولة في الفم لتخدير البلعوم الفموي لإجراء التنبيب لدى المريض الصاحي. يحمل هذا الإجراء خطورةً على الحياة عند امتصاص الدواء من المخاطية الفموية، إذ قد يسبب الغصص وتفاعل فرط الحساسية والوهط الدوراني.

## مضادات الاستطباب
يُعد فرط الحساسية للبنزوناتات أو أي من مكوناته مضاد استطباب لاستخدامه.

## الآثار الجانبية
يتحمل المرضى عادةً البنزوناتات جيدًا عند ابتلاع الكبسولة الهلامية دون الإضرار بها في الفم. تشمل التأثيرات الجانبية للدواء كلًا من:
- الإمساك والدوخة والوهن وسيلان الأنف والغثيان والصداع.
- التهدئة أو التركين: شعور بالخدر في الصدر وحس الحرقة في العينين وإحساس مبهم بالبرد (عرواءات)، وتُعد الحكة والطفح من الآثار الجانبية المحتملة أيضًا.

- يسبب ابتلاع حفنة صغيرة من الكبسولات النوب واضطرابات النظم القلبية والوفاة عند البالغين.[13]

### تفاعلات فرط الحساسية
ينتمي البنزوناتات بنيويًا إلى أدوية التخدير المعتمدة على حمض 4-أمينوبنزويك (بابا) التي تشمل البروكائين والتيتراكائين. شاع استخدم هذين الدواءين سابقًا في المعالجات السنية والتخدير، لكنهما فقدا أهميتهما بسبب الحساسية المرافقة لمستقلباتهما. أظهرت المشاهدات السريرية تفاعلات فرط حساسية شديدة للبنزوناتات تشمل أعراضها تشنج الحنجرة والقصبات والوهط الدوراني. قد تحدث هذه التفاعلات نتيجة مضغ الدواء أو مصه أو هرس الكبسولة في الفم.

### الاستخدام غير الملائم
يجب ابتلاع الدواء مرةً واحدة دون هرس الكبسولة الهلامية أو مصها تجنبًا لتحرر البنزوناتات منها، إذ قد يسبب تخديرًا موضعيًا مؤقتًا في مخاطية الفم. قد يتطور خدر سريع في اللسان ويصاب المريض بالغصص. في الحالات الشديدة، يقود الامتصاص المفرط إلى تشنج الحنجرة والقصبات والنوب العصبية والوهط الدوراني. قد ينجم ما سبق عن تفاعل فرط الحساسية تجاه البنزوناتات أو سمية المخدر الموضعي الجهازية، وكلا الحالتين تسببان أعراضًا متشابهة. قد تحدث هذه الأعراض الجانبية في الجرعة العلاجية، أي بتناول كبسولة واحدة، شرط مضغها أو مصها في الفم.

### التأثيرات النفسية
ظهرت حالات من السلوكيات الغريبة والتخليط العقلي والهلاوس البصرية خلال استخدام الدواء بالتزامن مع أدوية أخرى. قد تحدث تأثيرات عصبية مركزية عند استخدام البنزوناتات مع المخدرات الموضعية الأخرى المشتقة من حمض الأمينوبنزيك مثل البروكائين أو التيتراكائين.

### الأطفال
لم تثبت الدراسات بعد مدى فعالية الدواء وأمانه لدى الأطفال تحت سن العاشرة. تحدث الوفاة نتيجة الابتلاع العرضي عند الأطفال تحت هذا السن، إذ قد تكون هذه الكبسولات جذابةً لهم بسبب مظهرها الشبيه بالحلويات. إن مضغ كبسولة واحدة أو مصها قد يسبب الوفاة عند الأطفال الصغار. قد تظهر العلامات والأعراض سريعًا بعد ابتلاع الدواء (خلال 15-20 دقيقة) وتشمل الأرق والارتعاش والاختلاجات والغيبوبة وتوقف القلب. سُجلت حالات وفاة خلال ساعة من ابتلاع الدواء.

### الحمل والإرضاع
صنفت إدارة الغذاء والدواء الأمريكية البنزوناتات ضمن الفئة سي من أدوية الحمل. من غير المعروف إذا كان الدواء مسببًا لأذيات قاتلة للمرأة الحامل أو مؤثرًا على الخصوبة. لم تُجر بعد تجارب على الحيوانات لتقييم قدرته الماسخة، ولا يُنصح بإعطاء البنزوناتات للحامل إلا عند وجود استطبابات واضحة. لم يُعرف بعد إذا كان البنزوناتات يُفرز مع الحليب البشري، ويوصى بأخذ الحيطة عند إعطائه للأم المرضعة.